# Emsgritt
Emsgritt (mundartlich: Emsgrit) ist ein Gemeindeteil der Gemeinde Sigmarszell im bayerisch-schwäbischen Landkreis Lindau (Bodensee).

## Geographie
Der Weiler liegt circa 3,5 Kilometer nordöstlich des Hauptorts Sigmarszell. Südlich der Ortschaft fließt im Naturschutzgebiet Rohrachschlucht der Rickenbach, der hier die Staatsgrenze zu Hohenweiler im österreichischen Vorarlberg bildet. Durch den Ort verläuft die Bundesstraße 308 (Queralpenstraße).

## Ortsname
Der Ortsname setzt sich aus dem Personennamen Erminrīch und dem mittelhochdeutschen Wort gerǖte für Rodung, Rodeland, urbar gemachtes Land, somit bedeutet der Ortsname Rodesiedlung des Erminrīch.

## Geschichte
Emsgritt wurde erstmals urkundlich um das Jahr 1290 als Erminrichisgirute in einem Zinsrodel des Klosters Mehrerau erwähnt. Im Jahr 1770 fand die Vereinödung Emsgritts mit drei Teilnehmern statt. Emsgritt gehörte einst zum Gericht Simmerberg in der Herrschaft Bregenz. Um das Jahr 1830 wurde die Straße durch das Rohrach erbaut, woraufhin in Emsgritt 1832 eine Gastwirtschaft eröffnete.